# Palaeotherium

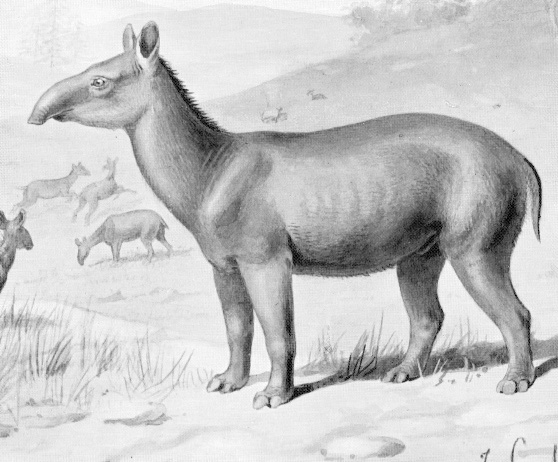
Реконструкція

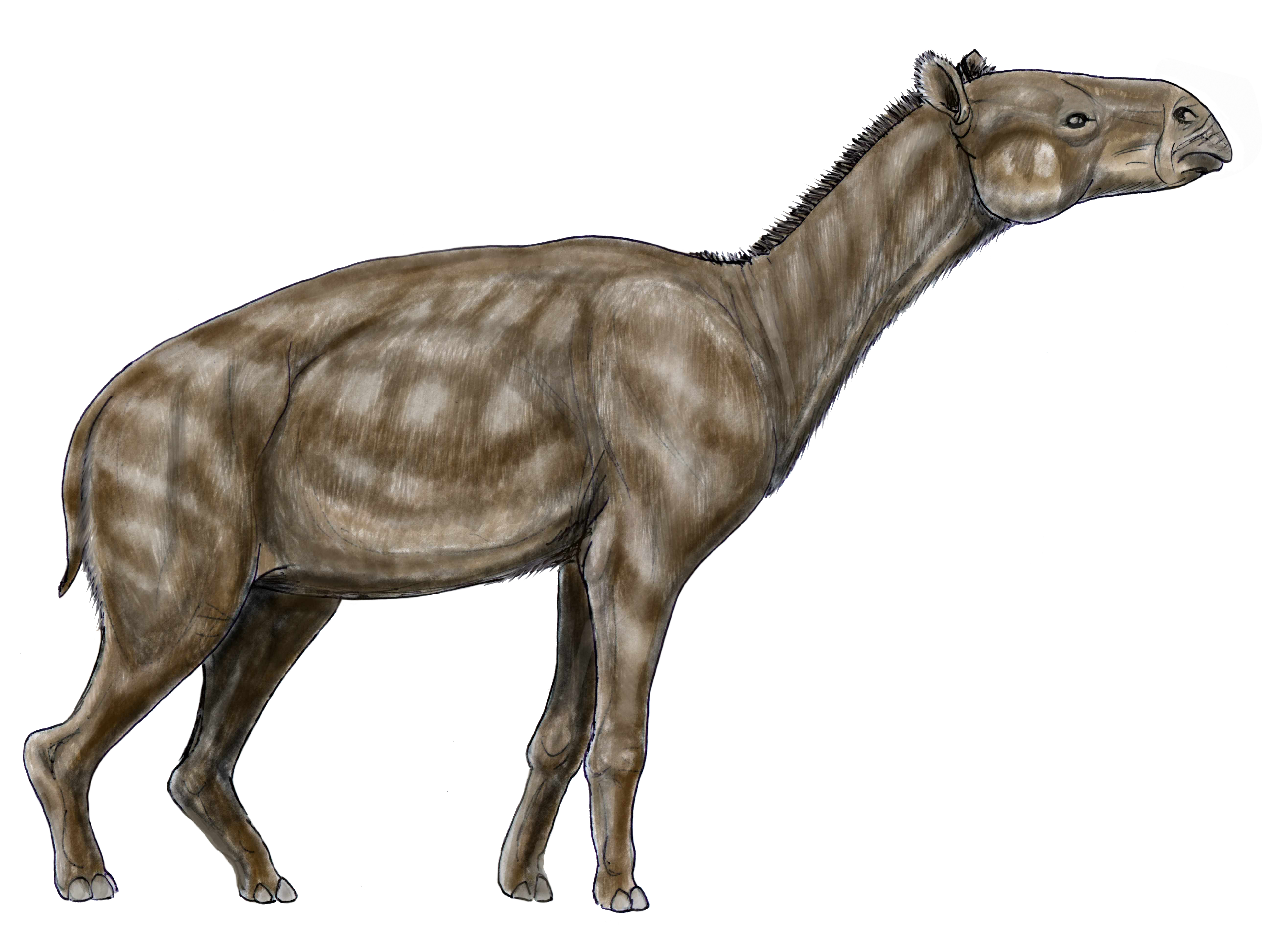
Реконструкція

Palaeotherium — це вимерлий рід непарнопалих, відомий із середнього еоцену до раннього олігоцену Європи. Вперше описаний французьким натуралістом Жоржем Кюв’є в 1804 році, Palaeotherium був одним з перших описаних ссавців палеогену.

## Палеонтологія
Скам'янілості Palaeotherium були знайдені по всій Європі в шарах середнього еоцену-раннього олігоцену у Франції, Іспанії, Португалії, Німеччини, Швейцарії, Великої Британії та Греції.
У 2010 році повторна оцінка перистодактильного посткраніального матеріалу, зібраного в середині 19 століття з Балука Кеуї у Фракії, показала, що кістки належать палеотерянам. Кістки були віднесені до Palaeotherium sp., cf. P. Magnum. Відкриття скам'янілостей Palaeotherium у Балук Кеуї є найсхіднішим джерелом роду та значно розширює відомий біогеографічний ареал Palaeotherium, який раніше вважався обмеженим Західною Європою.